# Art plomari

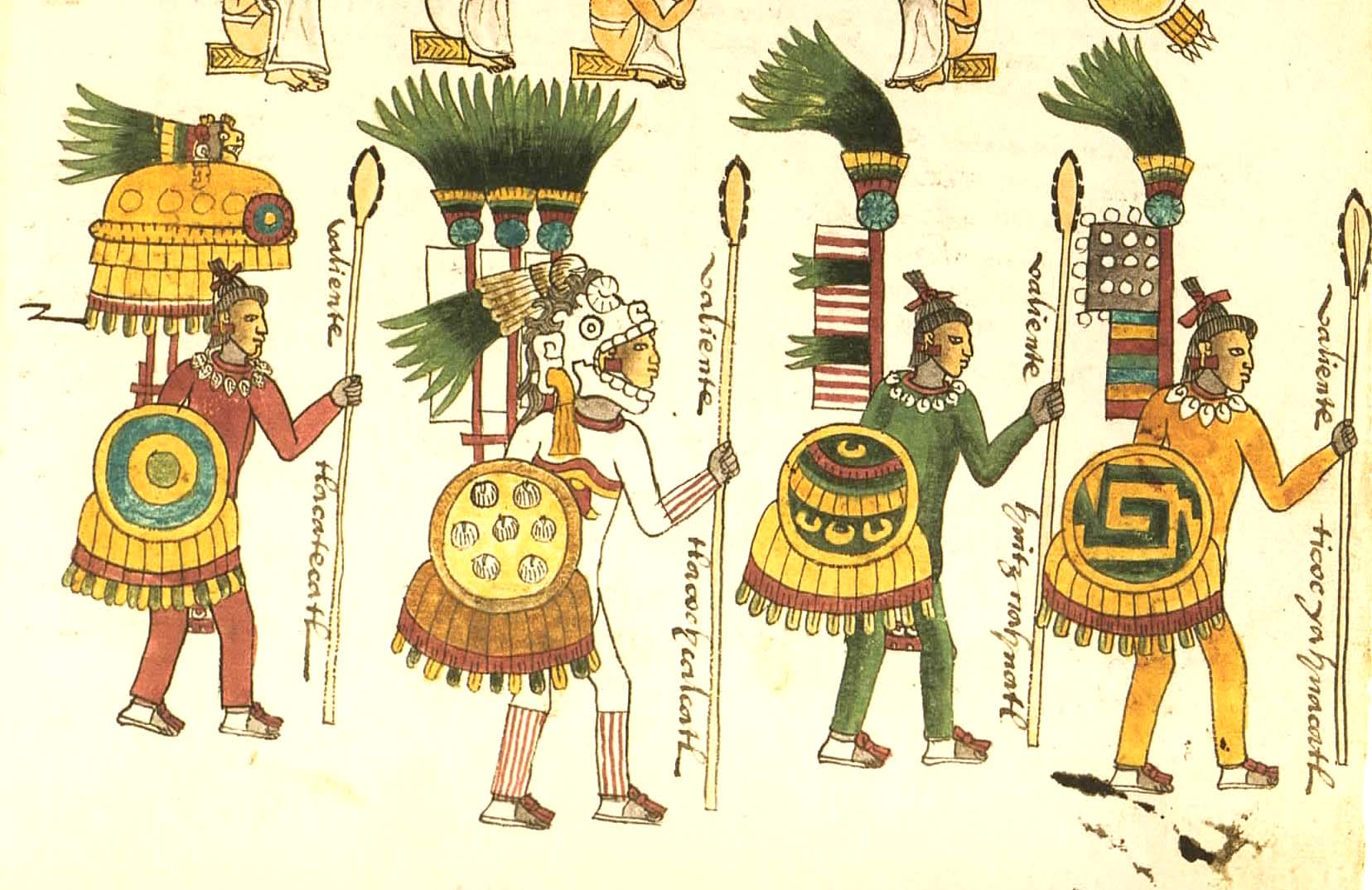
Guerrers Asteques en el còdex Mendoza.

L'art plomari és la pràctica d'elaborar arranjaments personals amb plomes d'aus d'acord amb les espècies i tradicions que es troben en cada regió.
Aquest tipus d'art està present a cultures d'arreu del món. El terme té molt a veure amb l'art dels antics pobladors d'Amèrica, ja que és en aquest continent on es presenta major riquesa i varietat de treballs per la varietat cultural i d'espècies amb la qual va ser possible elaborar tota mena de tocats i plomalls.

## Història
En cultures com les precolombines aquest tipus de tradició aquesta profundament marcada per costums ancestrals i mítics mitjançant els quals el contacte entre l'home i la naturalesa es dona a través del rol que sigui assumit per l'usuari de la peça. Per exemple en algunes tribus dels indis amazònics els participants en rituals i danses prenen qualitats de l'au amb la qual decoren els seus abillaments.
Van ser famosos pels seuss tocats els indis americans amb bells arranjaments en plomes d'àguiles i corbs, en aquest grup es troben els apatxes i els corbs (amb arranjaments similars a pendents). A Mèxic van ser famosos els asteques pels seus tocats en ploma de quetzal (primera ploma a ser comercialitzada a Amèrica Precolombina).
Els maies per la seva banda van combinar les plomes de quetzal amb arranjaments de jade i obsidiana que és possible veure en diversos museus del món. Per a la majoria de cultures de mesoamèrica les aus i en especial el quetzal eren éssers sagrats per tenir la capacitat de volar eren associats als déus del vent com Quetzalcoatl (el nom significa serp emplomallada).
A Hawaii són famoses les capes elaborades amb milers de plomes d'aus pròpies de l'illa eren un símbol de dignitat, espiritualitat i poder dels caps tribals de l'illa.
En algunes cultures com l'asteca a més del significat ritual i religiós els guerrers s'associaven a un tipus particular d'animal, aquest és el cas dels guerrers àguila encara avui famosos entre l'imaginari col·lectiu mexicà (com és obvi anaven abillats amb plomes d'àguila).
Entre els indis carib i guajiros de Colòmbia era coneguda el costum d'usar el nombre de plomes en els seus abillaments segons el nombre d'enemics eliminats en combat. En altres part del món i fins ben entrat el renaixement dels guerrers tenien com a costum anar guarnits amb plomalls elaborats en vistoses plomes.
Són famosos els cascos de centurions romans i de cavallers medievals pels seus bells arranjaments en plomes. Es van enviar plomes de Nova Espanya a Europa com regals, abans dels espanyols, la ploma s'usava com a moneda o pagament de tribut a diverses cultures.
Passat el renaixement i fins ben entrat el segle xx va ser costum entre els cavallers i dames de l'època usar vistosos barrets molts dels quals comptaven amb vistosos arranjaments plomatges com a part vital del seu disseny. En aquest grup podem trobar tota mena de barrets des dels mosqueters de França fins als vistosos barrets de les noblesa victoriana a Anglaterra.

## Galeria

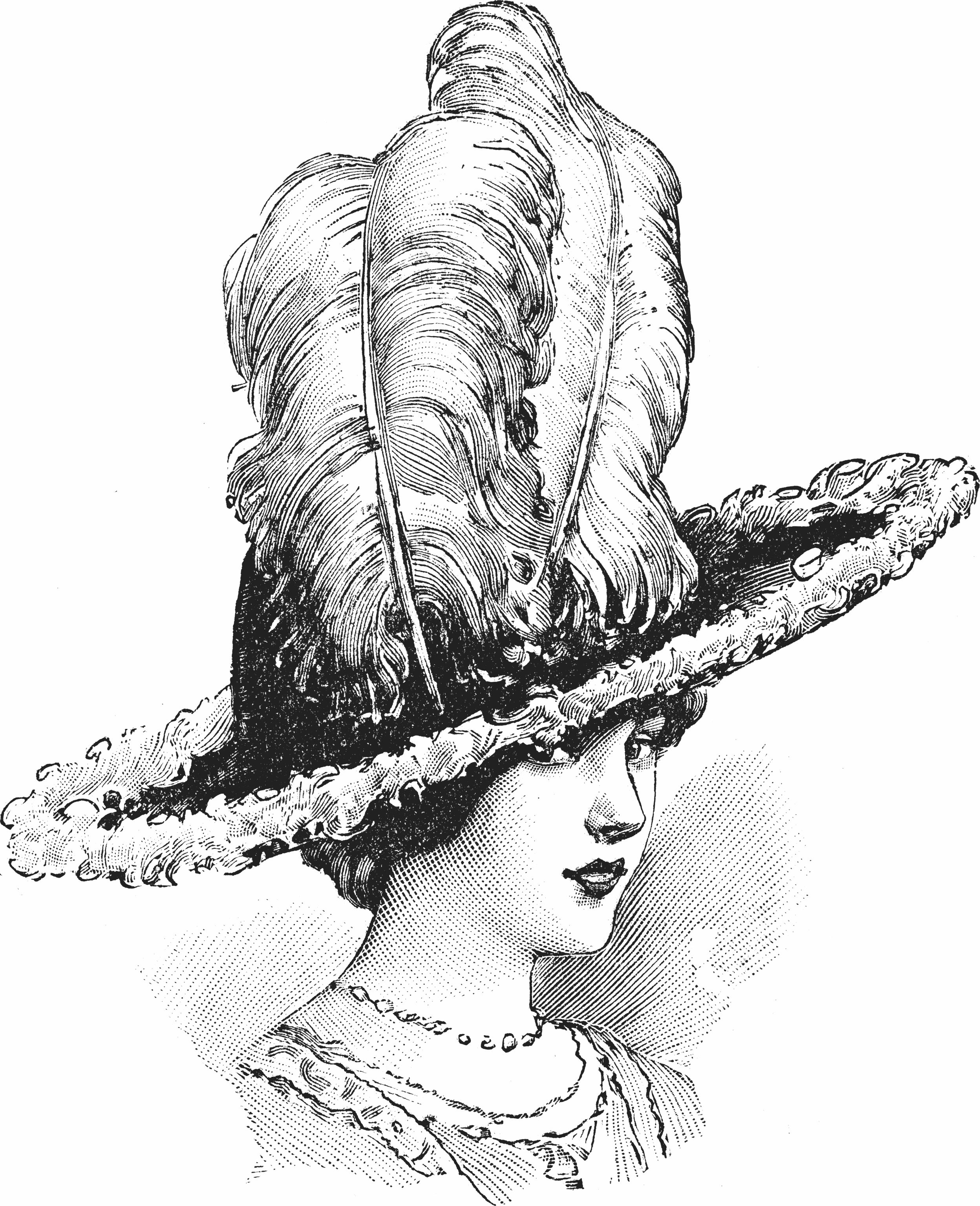
Lligadura victoriana de senyora
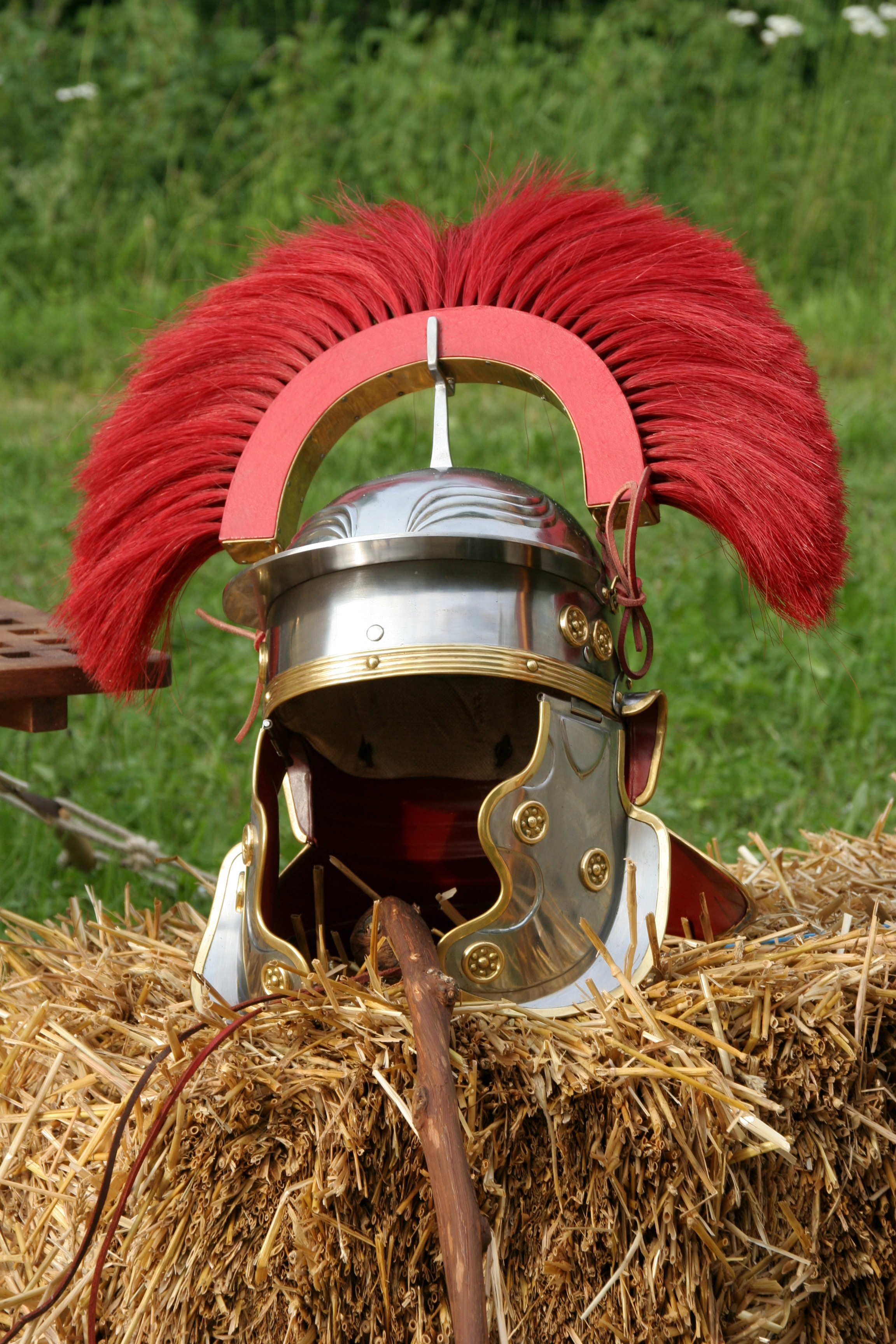
Casc de centurió romà
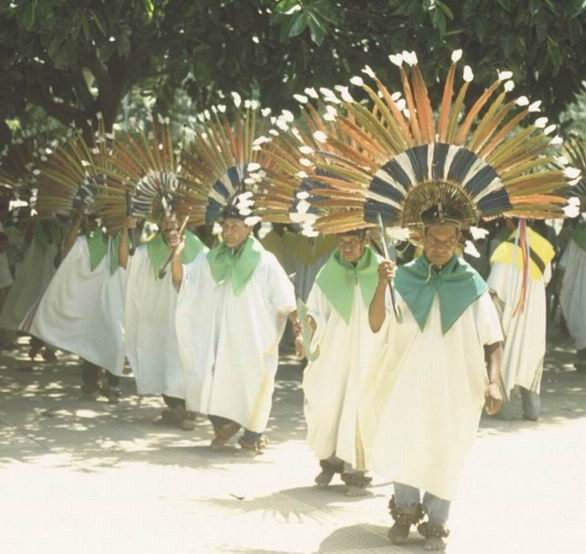
Indígenes a Trinitat
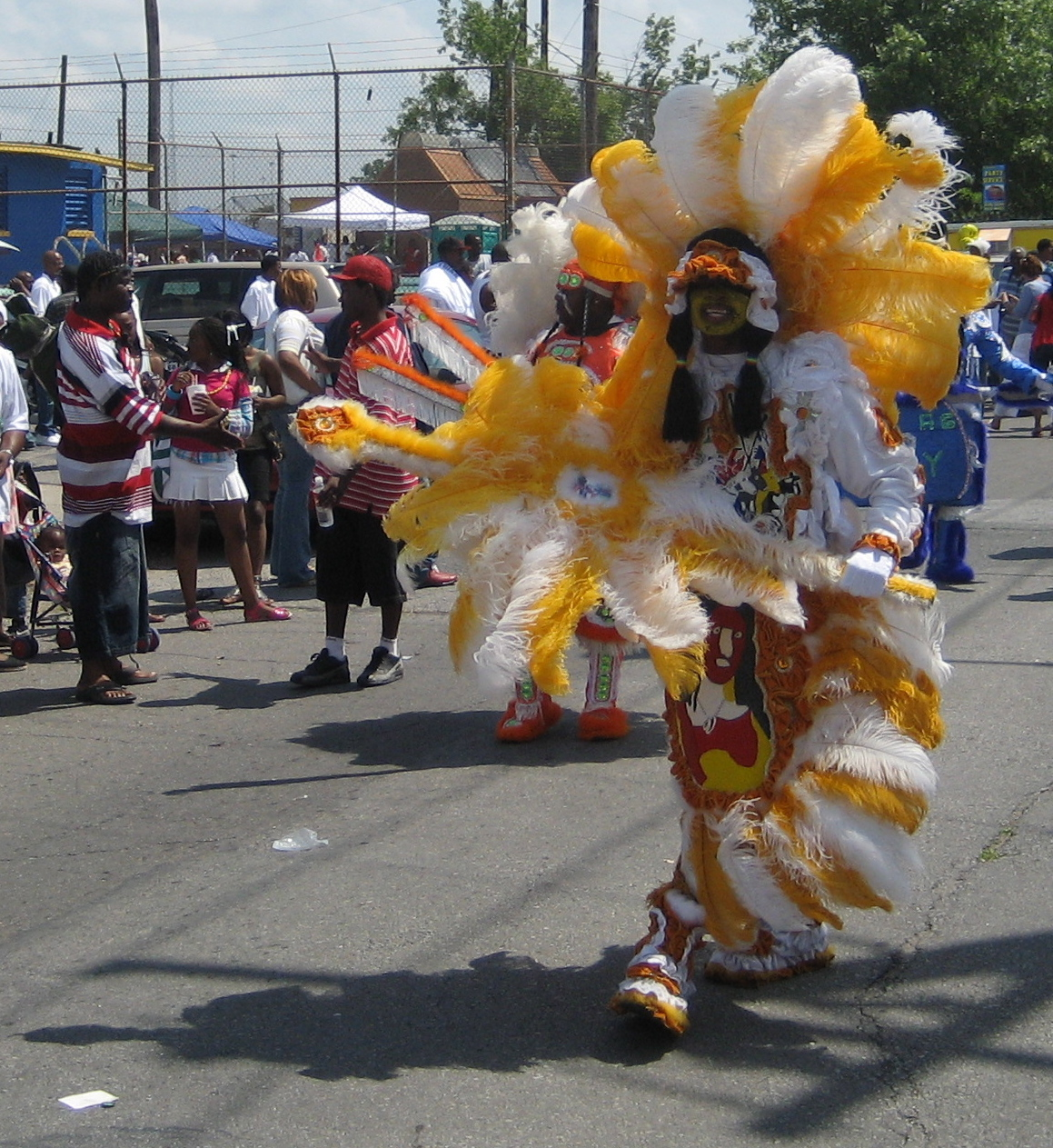
Indígenes d'Amèrica del Nord en la dansa del gall dindi amarrillo